# Fabryka Obić Papierowych i Papierów Kolorowych „J. Franaszek S.A.”
Fabryka Obić Papierowych i Papierów Kolorowych „J. Franaszek S.A.” – przedsiębiorstwo z siedzibą przy ul. Wolskiej 41/43 w Warszawie, prowadzące działalność od 1829 roku. Po II wojnie światowej zostało upaństwowione, a w jego miejscu działały Warszawskie Zakłady Fotochemiczne „Foton”.

## Historia

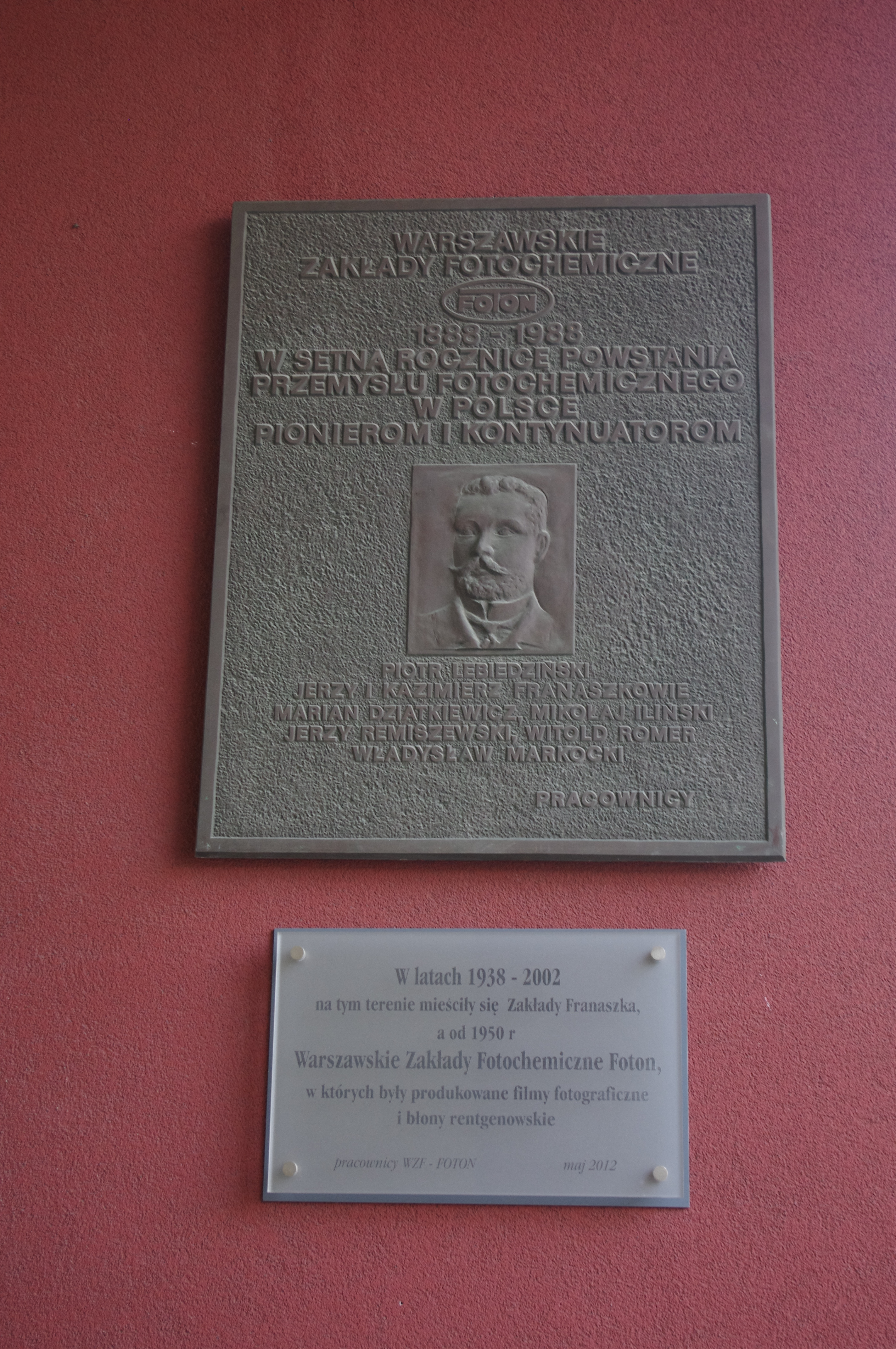
Tablica upamiętniająca polskich pionierów przemysłu fotograficznego na budynku dawnych zakładów „Foton” przy ul. Wolskiej 43 w Warszawie oraz tablica upamiętniająca istnienie w tym miejscu Fabryki Franaszków oraz Zakładów Fotochemicznych „Foton”.

Założycielem fabryki był Henryk Rahn, wiedeński fabrykant. W 1829 roku przyjechał do Warszawy i po uzyskaniu 80 tys. złotych pożyczki rządowej rozpoczął produkcję obić papierowych. Fabryka miała dwóch właścicieli Michała Spurlina i Henryka Rahna. Zajmowała budynek u zbiegu ulic Złotej i Marszałkowskiej. Po śmierci właścicieli przejął ją zięć Rohna – Albert Vetter, który wszedł w spółkę ze swoim szwagrem Bernardem Lothem tworząc spółkę „A. Vetter i Comp.”. W 1849 roku do fabryki dołączono zakład produkujący ołówki. Kolejnymi właścicielami byli August Loth i Edward Wetter. Ponieważ pod ich kierownictwem fabryka podupadała, sprzedali najpierw sklep, a potem w 1873 roku cały zakład Józefowi Franaszkowi. Ten wkrótce po zakupie wydzierżawił budynki na Woli i przeniósł produkcję na ul. Marszałkowską. W 1876 roku zakład zatrudniał 56 robotników i produkował obicia, ceraty i rolety. 
W 1878 roku Franaszek kupił sąsiednią działkę i zbudował na niej nowy zakład, którego projekt opracował Leonard Marconi. Od 1908 roku kierują nim synowie Józefa: Stanisław i Jan, którzy przekształcają zakład w spółkę akcyjną „ Towarzystwo Akcyjne Fabryki Obić Papierowych i Papierów Kolorowych - J. Franaszek”. Podczas I wojny światowej fabryka została zrujnowana, a kolorowe papiery jej produkcji, wobec braku innego papieru, wykorzystywano do drukowania większości warszawskich gazet. 
W latach 30. zakład dobrze prosperował zatrudniając 350 robotników i 50 pracowników biurowych. W 1936 roku przystąpiono do budowy nowego budynku fabryki, w którym od 1938 rozpoczęto produkcję papierów fotograficznych: Nigrona, Mirax, Tonar, oraz błon małoobrazkowych: Minigran, Tempo i Actina. 
Podczas II wojny światowej zakład działał aż do wybuchu powstania warszawskiego. 5 sierpnia 1944 na terenie fabryki dokonano masowej egzekucji na ludności cywilnej, a wśród zabitych był Kazimierz Franaszek z rodziną. Część budynków fabrycznych została przez Niemców zniszczona. Po wojnie ocalał tylko modernistyczny budynek oddziału fotograficznego, a sam zakład upaństwowiono w 1949 roku. W jego miejscu rozpoczęły działalność Warszawskie Zakłady Fotochemiczne „Foton”.